# Вогнепальна рана

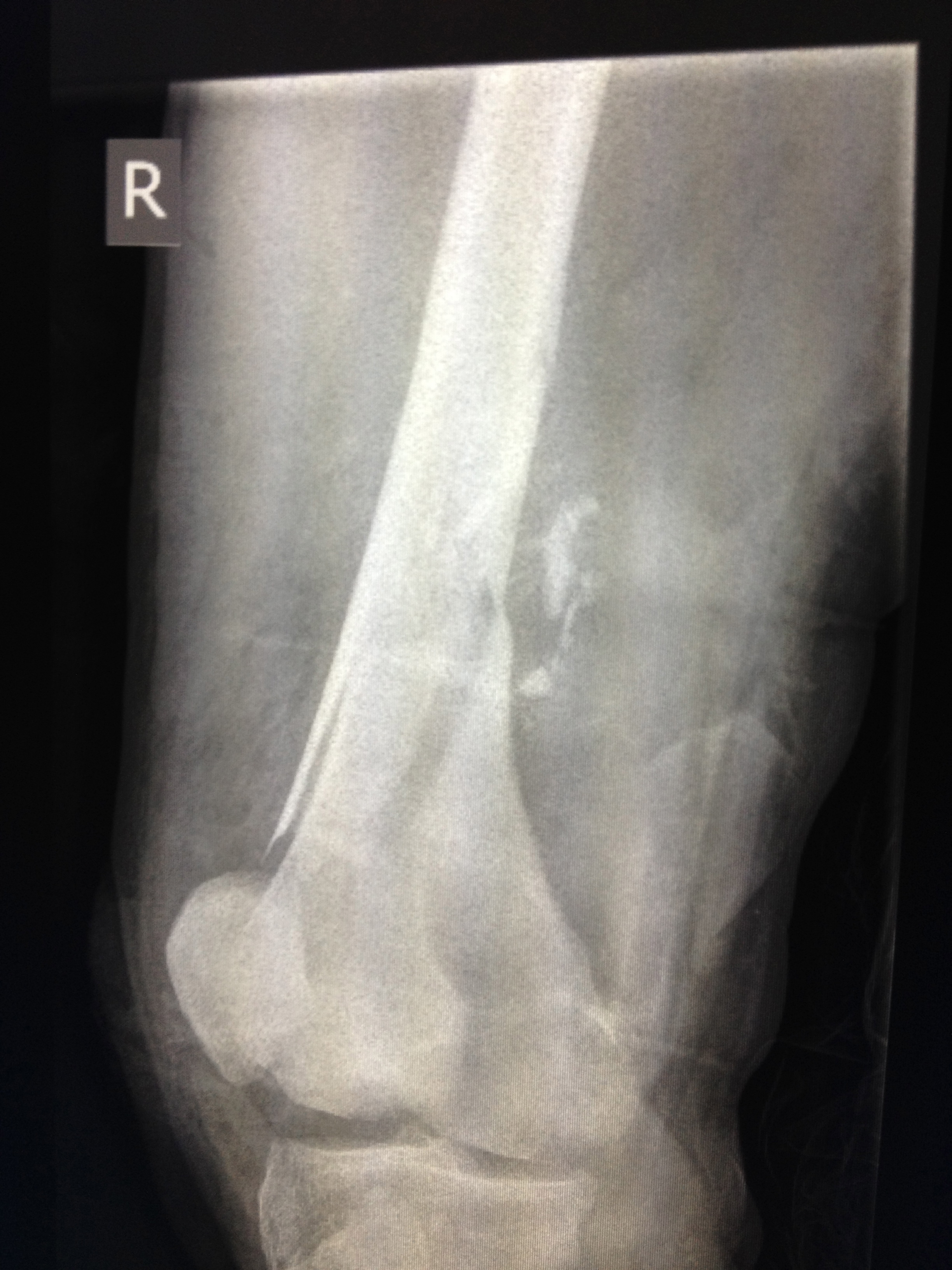
Вогнепальне поранення коліна

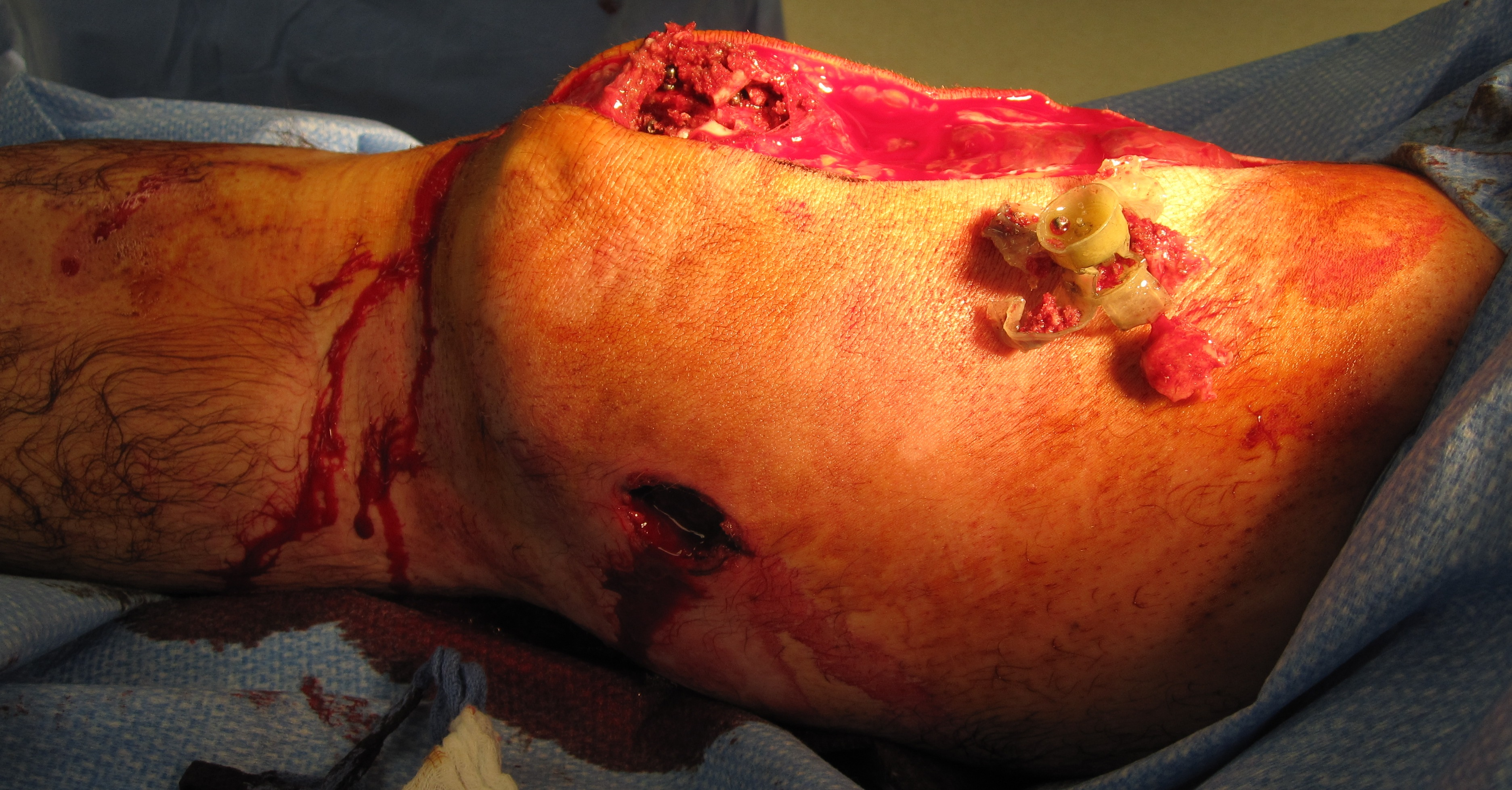
Вогнепальне поранення коліна

Вогнепальна рана (лат. vulnus sclopetarium) — пошкодження тканин і органів з порушенням цілості їх покрову (шкіри, слизової або серозної оболонки), викликане вогнепальним снарядом і характеризується зоною первинного некрозу і змінами, що обумовлюють утворення в навколишніх тканинах осередків вторинного некрозу, а також неминучим первинним мікробним забрудненням, що значно збільшує ризик розвитку ранової інфекції.
Прагнення зберегти вражаючу міць вибухової зброї (насамперед снарядів і мін) та збільшити радіус її дії, попри сучасні засоби бронезахисту, призвело до появи тяжких, сукупних і багатофакторних вибухових пошкоджень.

## Класифікація вогнепальних ран

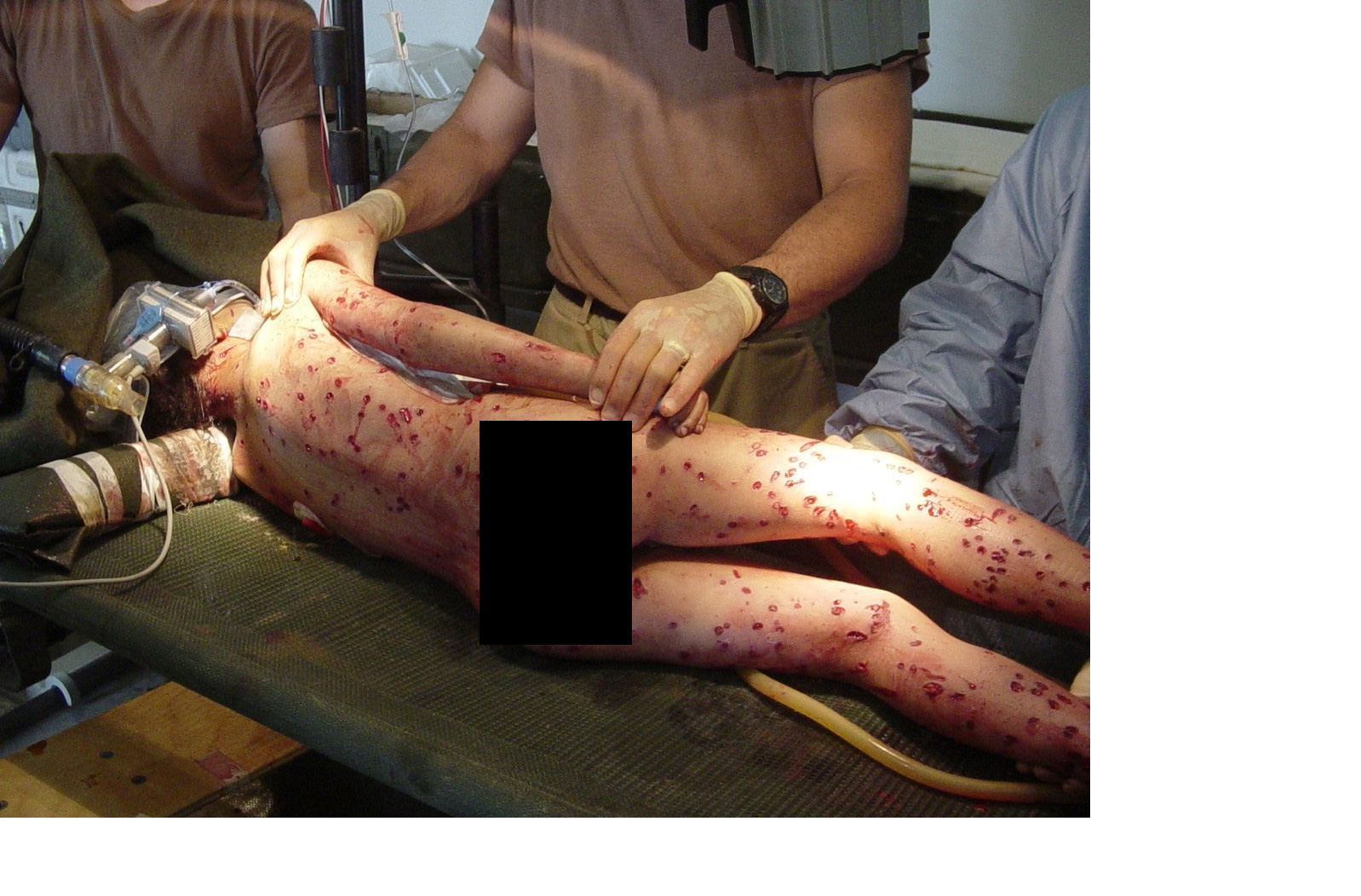
Осколкові вторинні множинні рани від ІВП (Імпровізований вибуховий пристрій)

- За характером снарядів, що ранять: 
  - кульові
  - осколкові (осколками неправильної форми; стандартними осколковими елементами (стріловидними, кульковими та ін.).

- За характером поранення:
  - сліпі
  - наскрізні
  - дотичні

- Стосовно порожнин тіла: 
  - проникні
  - не проникні

- За кількісною характеристикою: 
  - одинокі
  - множинні

- За локалізацією: 
  - ізольовані (голови, шиї, грудної клітки, живота, таза, хребта, кінцівок)
  - поєднані (2 анатомічні області або більше)

- За клінічним перебігом раневого процесу: 
  - неускладнені
  - ускладнені (за обтяжливими наслідками) з:
    1. масивною кровотечею (у тому числі з пошкодженням великих судин);
    2. гострою регіонарною ішемією тканин;
    3. пошкодженням життєво-важливих органів, анатомічних структур;
    4. пошкодженням кісток і суглобів;
    5. травматичним шоком.

## Перша допомога
Головними об'єктами лікувального впливу при вогнепальному пораненні є зона первинної руйнації (некрозу) тканин і ділянки вторинного некрозу навколо неї, а також мікробна флора рани. З перших годин після поранення поряд зі знеболюванням і припиненням кровотечі необхідно забезпечити умови для самоочищення рани і обмежити розповсюдження вторинного некробіозу.
Лікування починається з накладання первинної пов'язки. Остання захищає рану від несприятливого впливу зовнішнього середовища і від повторного мікробного забруднення, забезпечує відтік раневого ексудату з частковим видаленням дрібних елементів первинного забруднення. При великих вогнепальних пораненнях необхідна іммобілізація пошкодженого сегменту, що охороняє його від повторної травматизації.
Центральним компонентом лікувального впливу є хірургічна обробка вогнепальної рани. Більшість вогнепальних ран підлягають ранній
хірургічній обробці. У залежності від показань розрізняють первинну, повторну і вторинну хірургічну обробку ран.